# Kościół św. Władysława w Kunowie
Kościół świętego Władysława w Kunowie – rzymskokatolicki kościół parafialny znajdujący się w mieście Kunów, w województwie świętokrzyskim. Należy do dekanatu kunowskiego diecezji sandomierskiej.

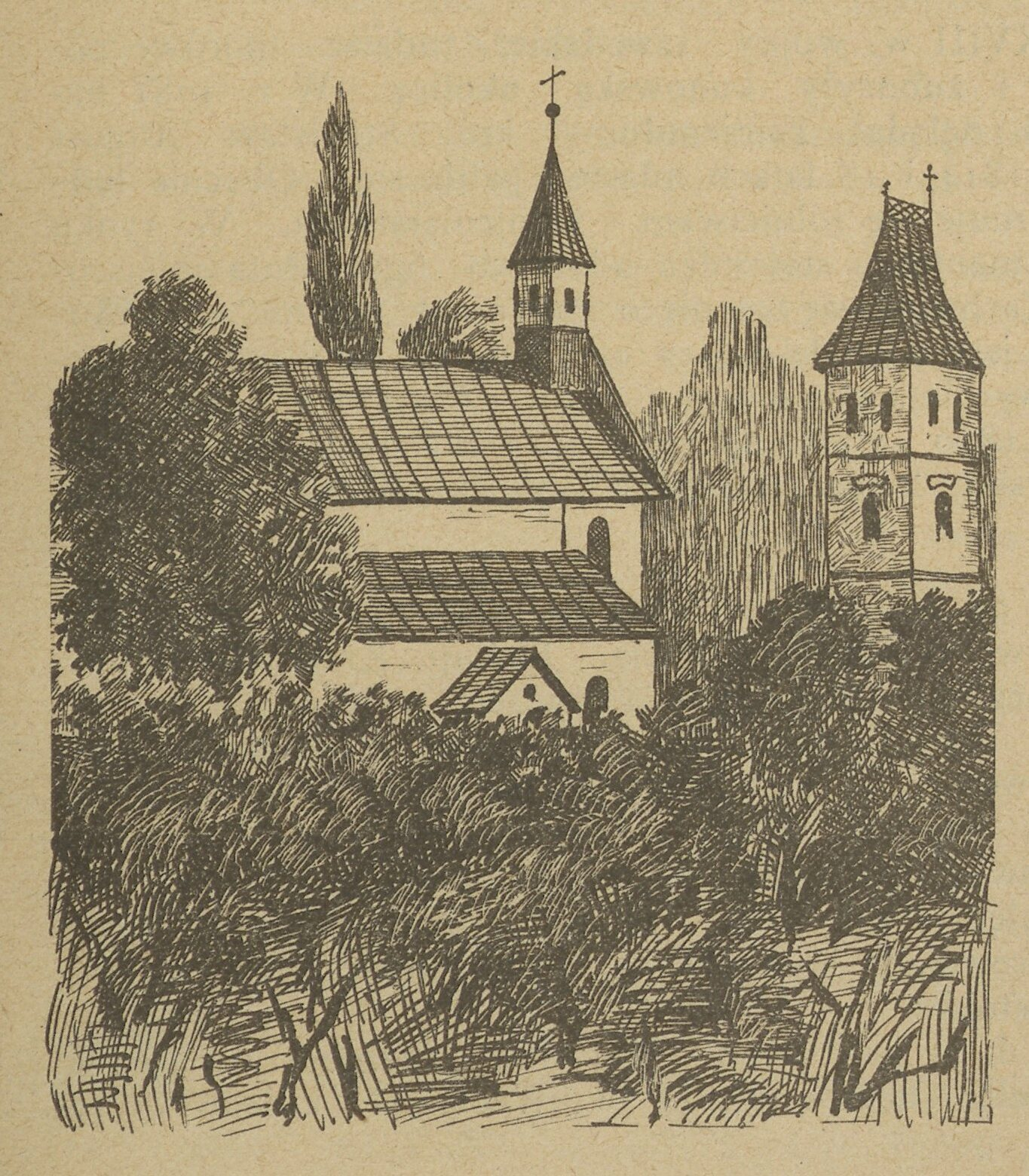
Kościół przed 1907

Obecna świątynia została wzniesiona z kamienia w dwóch etapach. W 1625 roku została zbudowana nawa główna, natomiast w 1637 roku wybudowano nawy boczne. Budowla powstała dzięki staraniom księdza Szymona Kocha, proboszcza z Kunowa. 8 października 1656 roku kościół został konsekrowany przez biskupa Zygmunta Czyżowskiego. Budowla posiada trzy nawy, nawa główna jest podwyższona w stosunku do naw bocznych. Prezbiterium jest półkoliście zamknięte. W latach 1982–1992 budynek został wyremontowany.